# Лаб
Лаб, также Лаап, Лап, Лааб (лаос. ລາບ; тайск. ลาบ) — блюдо лаосской кухни. Также распространено в регионе Исан в Таиланде, где большинство населения лаосской национальности. Представляет собой мясной салат. 

## Виды лаба

### Лаосский стиль
Лаб Лаосского стиля чаще всего делают из курицы, говядины, утки, рыбы, свинины или грибов, приправляют рыбным соусом, соком лайма, жареным молотым рисом и свежей зеленью. Мясо может быть либо сырое, либо варёное.

### Ланнский стиль
В лаб Ланнского стиля не добавляют рыбный соус или сок лайма, а добавляют смесь сушёных специй, ароматизаторов и приправ, которые включают в себя такие ингредиенты как тмин, гвоздика, бадьян, корица и т. д.

## Саа
Саа (лаос. ສ້າ) — термин, используемый для описания лаба как блюда с тонко порезанным мясом. Похожее блюдо есть во вьетнамской кухне, известное как Бо Тай Шан.